# Етнічна батьківщина
Етнічна батьківщина — природно-географічний ареал з усією сукупністю властивих йому й обумовлених історично особливостей ландшафту, клімату, флори та фауни, що позначилися на формуванні певного етносу і на природному фоні якого під впливом різноманітних соціально-економічних, духовно-культурних, військово-політичних чинників внутрішнього та зовнішнього характеру відбувався процес етногенезу, тобто зародження та розвиток матеріальної й духовної культури народу, формування його ментальності та національного духу. Водночас етнологічною наукою зафіксовано немало прикладів переміщення в силу етноісторичної еволюції етногенетичного центру того чи іншого етносу.
У досить великих кількісно етносів, які займають значні географічні простори, можуть виділятися відносно самодостатні субкультурні угруповання, етнографічні групи. В Україні такими є бойки, гуцули, лемки, русини та ін. Їх усвідомлення і відчуття етнічної батьківщини, як свідчить етнологія, може мати двоїстий характер, як належність до регіону, краю свого проживання і як спорідненість з тією територією, яку посідає весь етнос.

## Джерело
1. Волобуєв В.  Етногеографія // Малий етнополітологічний словник. –– К.: МАУП, 2005. Стаття М.Панчука.

| Земля | Це незавершена стаття з географії. Ви можете допомогти проєкту, виправивши або дописавши її. |